# 45689 Brianjones
45689 Brianjones è un asteroide della fascia principale. Scoperto nel 2000, presenta un'orbita caratterizzata da un semiasse maggiore pari a 2,9868662 au e da un'eccentricità di 0,0966177, inclinata di 9,68387° rispetto all'eclittica.